# Trittys
Trittys (altgriechisch τριττύς, Plural τριττύες Trittyes, deutsch auch Singular: Trittye und Plural: Trittyen), übersetzt eigentlich „Drittel“, bezeichnet als Untergliederung einer Phyle eine antike Verwaltungseinheit im ionischen Siedlungsgebiet. Die Trittyen dienten der politischen, vor allem aber der militärischen Gliederung. Insbesondere zu ihrer Rolle im antiken Athen gibt es eine umfangreiche literarische und inschriftliche Überlieferung.
Demnach waren in der gentilizisch geordneten Frühzeit Athens die ursprünglich vier Phylen in zwölf Trittyen geteilt, jede Trittye wiederum wurde aus vier Naukrarien gebildet. Der Sage nach gingen die Trittyen auf den attischen Bund aus zwölf Städten zurück, der in der Zeit vor Theseus bestanden haben soll. Jede dieser Städte hatte ursprünglich eigene Rathäuser und Beamte, bis der durch Theseus durchgeführte Synoikismos deren Notwendigkeit überflüssig gemacht haben soll. Die bei Philochoros überlieferten elf Namen dieser ersten attischen Trittyen waren: Kekropia, Tetrapolis, Epakria, Dekeleia, Eleusis, Aphidna, Thorikos, Brauron, Kytheros, Sphettos und Kephisia. Da die meisten Namen nach der Kleisthenischen Reform weiterhin auftauchen und Kleisthenes dafür bekannt war, bei derlei Dingen an Althergebrachtem festzuhalten, gilt dieser Namenskatalog als glaubwürdig.
Mit der 508/507 v. Chr. von Kleisthenes durchgeführten Reform der politischen Gliederung und des politischen Systems in Athen wurde die Anzahl der Trittyen auf dreißig erhöht. Es gab nun je zehn Stadt-Trittyen (Asty-Trittyes), Binnenland-Trittyen (Mesogeia-Trittyes) und Küsten-Trittyen (Paralia-Trittyes). Jede dieser Siedlungszonen wurde folglich in zehn Verwaltungsbereiche geteilt und je nach Bevölkerungszahl wurden ein oder mehrere Demen einer Trittye zugewiesen. Durch Los bestimmt wurde nun die Zugehörigkeit je einer dieser Trittyen zu einer der zehn kleisthenischen Phylen, so dass immer eine Stadt-, eine Land- und eine Küstentrittye eine Phyle bildeten, wobei es das Ziel war, durch die gegebene geographische Trennung der Trittyen in einer Phyle eine politische Mischung der Bevölkerung zu erreichen. Da aber das Los entschied, kam es vor, dass benachbarte Trittyen auch in einer Phyle vereint waren. Dies wurde hingenommen, so dass eine wirkliche Mischung und der gewünschte Ausgleich zwischen den unterschiedlichen Interessen der „Landschaften“ nicht zwingend erreicht oder durchgesetzt wurde. Die Namen der Trittyen und ihre Zuordnung zu den Phylen ist durch inschriftliche Überlieferungen zum Teil gesichert.
Die Trittyen als Einheit waren vor allem an der Ausrüstung und Bemannung der athenischen Schiffe beteiligt, was schon für die vorkleisthenischen Trittyen mit ihrer Gliederung in Naukrarien galt. Eine Trittye war für zehn Schiffe zuständig und das Werftgebiet des Piräus war in einzelne Plätze aufgeteilt, die der Versammlung der Schiffsbesatzungen einer Trittye dienten. Darüber hinaus besaßen die Trittyen auch finanzpolitische Aufgaben, indem sie zum Beispiel Geldanweisungen vornehmen konnten. Geführt wurden die Trittyen von gewählten Trittyarchen. Das Amt war durchaus begehrt und wurde als Ersatz und Alternative zum Amt eines Strategen angesehen.
Auch auf Delos gab es Trittyen, zwölf an der Zahl, von denen aber nur zwei namentlich bekannt sind: die Thyestathai und die Okynidai.